# شب‌دوست پنجه‌سوزنی شمالی
شب‌دوست پنجه‌سوزنی شمالی(نام علمی: Euoticus pallidus) نام یک گونه از سرده شب‌دوست پنجه‌سوزنی است.